# Do the Right Thing
Do the Right Thing ("Fes allò que és correcte") és una pel·lícula estatunidenca escrita i dirigida per Spike Lee i estrenada el 1989.

## Argument
La història es desenvolupa en una sola jornada d'estiu tòrrid de finals de juliol al barri de Bedford Stuyvesant a Brooklyn. Durant aquesta jornada, que els novaiorquesos anomenen dog day , Mookie, un jove repartidor afroamericà de pizzes que treballa per a Sal i el seu fill Pino, italo-americans instal·lats des de fa anys a la pizzeria de la cantonada més popular del barri, recorre els blocs de pisos per portar, sense atabalar-se, els encàrrecs. El barri és un formiguer de personatges insòlits que l'interpel·len: el vell alcalde , cap de barri alcohòlic i desocupat que sempre li recomana «fer allò que és correcte»; smiley, el discapacitat que ven fotos de Martin Luther King; Ràdio Barjo, un pseudo-Mohamed Ali que porta sense parar amb ell la seva música rap udolant, i l'animador de l'emisora local d'FM Mister Love, que dona ritme a les hores.
Amb l'alta calor, els ànims s'escalfen al voltant dels conflictes de la comunitat i dels mitjans de la lluita social: legitimitat de la violència segons el discurs de Malcolm X o pacifisme segons els principis del doctor King. En resposta a una discussió entre Sal i Ràdio Barjo que acaba en una violenta baralla, la policia intervé brutalment i mata aquest últim. Galvanitzada per Mookie, que posa en marxa la revolta, la comunitat negra saqueja i cala foc a la pizzeria de Sal en represàlia.

## Repartiment
- Ossie Davis: Da Mayor
- Danny Aiello: Sal
- Giancarlo Esposito: Buggin Out
- Richard Edson: Vito
- Spike Lee: Mookie
- Ruby Dee: Mother Sister
- Samuel L. Jackson: Mister Senor Love Daddy
- John Turturro: Pino
- Martin Lawrence: Cee
- Roger Guenveur Smith: Smiley
- Bill Nunn: Radio Barjo
- Rosie Perez: Tina
- Miguel Sandoval: Oficial Ponte
- Joie Lee: Jade

## Premi
- 1989: LAFCA a la millor pel·lícula
- 1990: Nominació Oscar a Danny Aiello per millor actor secundari[1]